# یلوک کریک (ایلینوی)
یلوک کریک (به انگلیسی: Yellow Creek) یک منطقهٔ مسکونی در ایالات متحده آمریکا است که در شهرستان استفنسون، ایلینوی واقع شده‌است. یلوک کریک ۲۶۰٫۰ متر بالاتر از سطح دریا واقع شده‌است.